# 저스틴 비버
저스틴 비버(영어: Justin Drew Bieber, 1994년 3월 1일~)는 캐나다의 싱어송라이터이자 멀티 악기연주자(multi-instrumentalist)이다. 비버가 유튜브에 올린 노래 영상을 스쿠터 브라운이 보고 발굴하였다. 스쿠터 브라운은 나중에 그의 매니저가 된다. 이후 스쿠터 브라운은 어셔와 만날 수 있도록 조지아주 애틀랜타로 함께 떠났고, 곧 레이먼드 브라운 미디어 그룹(RBMG)과 아일랜드 레코드의 공동 레이블 계약을 체결했다. 2009년 비버는 데뷔 싱글 "One Time"을 발매했고 2009년 11월 17일 데뷔 음반 My World를 발매해 미국에서 플래티넘 인증을 받았다. 또한 데뷔 음반에 수록되어있던 7개의 노래 모두가 빌보드 핫 100에 진입했다.
2010년 3월 23일에는 비버의 첫 정규 음반 My World 2.0을 발매했고 미국에서 멀티 플래티넘 인증을 받는 등 세계 여러 나라에서 10위권 진입에 성공했다. 2010년 1월 발매된 음반의 첫 싱글 "Baby"를 발매했고 세계적으로 성공을 거뒀다. 비버는 현재 세계적으로 가장 인기있는 아이돌로서 대중들에게 많은 주목을 받고 있다.
최근 대중들이 퀭한 그의 얼굴을 보고 마약을 한 것이 아니냐는 말이 있었지만 이에 대해 저스틴 비버는 자신이 라임병을 투병중이라고 말했다.

## 사생활
저스틴 비버는 셀레나 고메즈와 수차례 헤어졌다가 다시 만나기를 반복하며 연애를 이어왔다.
2018년 가을 저스틴 비버는 뉴욕 코트하우스에서 2015년에 잠시 사귀었던 헤일리 볼드윈과 결혼 서약을 했다.

## 어린 시절
비버는 1994년 3월 1일 캐나다 온타리오주 런던의 세인트조지프 병원에서 태어나 스트랫퍼드에서 자랐다. 부모는 제러미 비버와 패티 말렛이다. 말렛은 17살 때 비버를 임신했다. 비버의 부모는 친구 사이를 유지하되 비버의 삶을 공통의 목적으로 삼자고 약속했다. 말렛은 자신의 어머니 다이앤, 새아버지 브루스의 도움으로 비버와 함께 살았다. 2012년 9월 말렛의 생애를 담은 《Nowhere but Up》이라는 제목의 책을 출간했다. 이 책은 말렛과 비버가 함께 살았던 젊은 시절과 음악을 계속했던 이야기를 다뤘다. 또 《투데이》와의 인터뷰에서 주변 사람들은 모두 낙태할 것을 권유했지만, 말렛은 어떻게든 아기를 지켜냈다고 말했다. 말렛은 임금이 낮은 사무 일을 하며 저소득자 주택에서 비버를 키웠다. 비버의 아버지는 재정적 지원을 유지했고, 다른 여자와 결혼해 두 명의 이복동생을 낳았다.
비버의 아버지의 증조부는 독일인이며, 또 다른 혈통은 잉글랜드와 아일랜드이다. 엄마는 프랑스계 캐나다인이다. 비버는 정확히 확인되지는 않았지만 캐나다 원주민 혈통을 지녔다는 것을 믿고 있다고 말했다. 비버는 스트랫퍼드에 있는 프랑스어를 사용하는 초등학교 잔 소베 가톨릭 학교(Jeanne Sauvé Catholic School)에 다녔다.
비버는 하키, 축구, 체스에 흥미가 있었고 자신의 음악적 열정을 키워나갔다. 성장함에 따라 피아노, 기타, 드럼, 트럼펫을 다루는 법을 독학했다. 13살이 되던 2007년 초 스트랫퍼드의 지역노래경연대회에서 니요의 "So Sick"을 불러 2위를 했다. 말렛은 자신의 가족과 친구들이 볼 수 있도록 유튜브에 동영상을 올렸다. 이후에도 다양한 알앤비 노래를 커버한 비버의 동영상을 올렸고 인기를 점점 얻었다.

## 경력

### 2008–11: 비버의 발견과My World 2.0,Never say Never

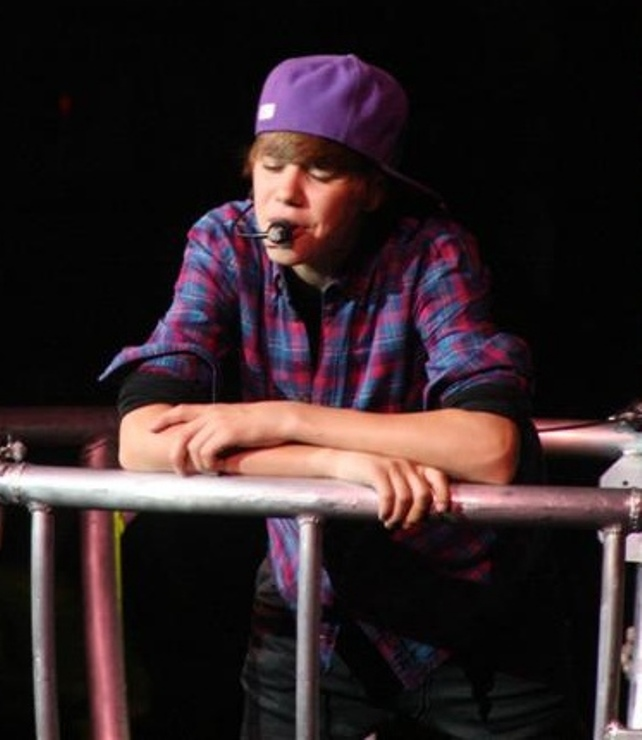
2010년 8월, 공연중의 비버

현재 매니저 스쿠터 브라운이 유튜브에서 다른 가수들의 동영상을 검색하다가 우연히 비버의 동영상을 보게 되었다. 브라운은 이 동영상에서 큰 영감을 얻었고, 비버가 위치한 곳을 추적해 어머니 말렛에게 연락을 했다. 말렛은 브라운의 연락을 피하며 하나님께 기도를 드리기도 했다. 그러나 그녀는 결국 허락을 했고 데모 테이프 녹음을 마친 뒤, 비버와 함께 조지아주 애틀랜타로 떠났다. 애틀랜타에 도착한 뒤 미국의 알앤비 가수/작곡가인 어셔와 만나게 되고, 비버는 오디션을 본 후에 레이몬드 브라운 미디어 그룹(RBMG)과 계약을 체결했다. 한편 저스틴 팀버레이크 역시 비버를 마음에 들어 데려가려 했지만, 결국 어셔에게 뺏기고 말았다. 이후 2008년 10월 아일랜드 레코드와 다시 계약을 진행해 데뷔를 준비했다. 같은 시기 말렛은 비버를 위해 집을 애틀랜타로 옮겼다. 그리고 브라운은 비버의 매니저가 되었다.
비버의 데뷔 앨범 녹음을 진행하는 동안, 첫 싱글 "One Time"이 공개된다. 노래는 뜨거운 반응을 얻었고, 2009년 7월 캐나디안 핫 100 차트 17위까지 올라가며 빌보드 핫 100에서도 12위까지 올라간다. 2009년 가을이 될때까지 이 노래는 세계적으로 큰 성공을 거둔다. "One Time"은 캐나다와 미국에서 플래티넘 인증을 받았고 호주에서 골드 인증을 받는다. 이후 2009년 11월 17일 비버의 첫 정규 앨범 My World가 발매된다. 그리고 수록곡 "원 레스 론리 걸(One Less Lonely Girl)"과 "Love Me", "Favorite Girl"는 연이어 인기를 얻어 모두 빌보드 핫 100 차트 40위권 진입을 했으며, 아이튠즈 차트를 휩쓸기도 했다. "One Less Lonely Girl"은 나중에 두 번째 싱글컷이 되었는데, 빌보드 핫 100과 캐나디안 핫 100 차트에서 각각 16위와 10위를 했다. 또한 골드 인증을 받는다. My World는 미국과 캐나다에서 플래티넘 인증을, 미국은 실버 인증을 받는다.
비버는 EP 앨범 활동 이후 2010년 1월 18일 첫 정규 앨범의 리드 싱글 "Baby"를 발매했다. 이 노래에는 루다크리스가 피처링으로 참여했다. 이 노래는 빌보드 핫 100 5위까지 오르는 등 큰 인기를 모았다. 이후 두 장의 프로모션 싱글 "Never Let You Go", "U Smile"을 발매해 빌보드 핫 100 탑 30위권에 진입했고, 캐나다에서는 20위권에 진입했다. 첫 정규 앨범 My World 2.0는 2010년 3월 19일 발매되었다. 《메타크리틱》에 따르면, 대부분 평론가들이 앨범에 대해 "호의적인 평가"를 내렸다고 한다. 앨범은 빌보드 200에서 1위로 데뷔했는데, 1963년 스티비 원더 이후 가장 어린 나이에 앨범을 1위로 데뷔시킨 남자 가수라고 한다. 미국 이외에 캐나다, 아일랜드, 뉴질랜드에서 1위로 데뷔했으며, 15개가 넘는 국가에서 10위권 진입을 했다. 앨범 발매 이후 "Somebody to love", "Never Say Never"와 같은 싱글들을 발매하면서 활동을 이어나갔다. 2010년 6월 23일부터는 My World와 My World 2.0.을 홍보하는 자신의 첫 공식 월드 투어 My World Tour를 코네티컷주 하트퍼드부터 시작했다.
비버는 파라마운트 픽쳐스와 MTV가 공동제작한 《네버 세이 네버》라는 영화에 주인공으로 출연했다. 이 영화는 미국에서 2011년 2월 11일에 개봉했으며, 우리나라에서는 4월 11일에 개봉 예정이었으나, 팬들의 수가 다른 나라에 비해 너무 적어 취소되었다. 이 영화는 세계적으로 총 98,441,954만 달러의 수익을 거둬들였다. 그리고 연기까지 발을 넓혀 CSI: 과학수사대에 범인 역으로 카메오 출연했다. 비버는 2011년 6월, 《포브스》가 선정한 "2011년 30세 미만의 갑부 스타" 순위 중 5,300만 달러를 벌어들이며 최연소 2위에 선정되었다.

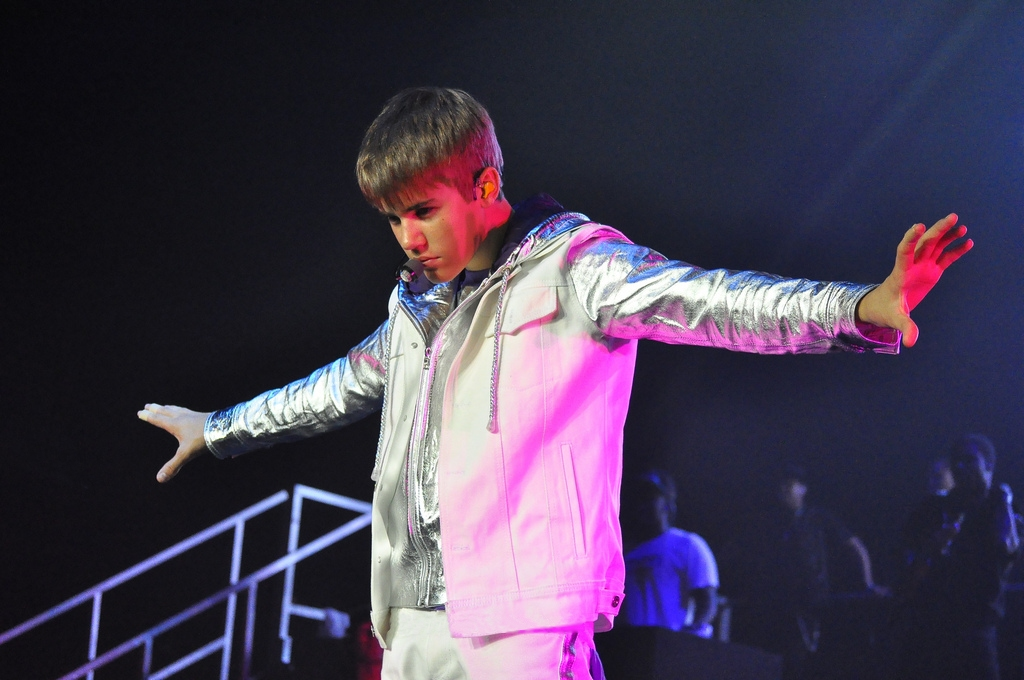
2011년 자카르타 My World Tour에서 공연중인 비버

### 2011–현재:Under the Mistletoe,Believe
한편, 2011년 11월 1일 크리스마스를 맞아 두 번째 정규 앨범인 Under the Mistletoe를 발매했다. 앨범은 미국에서 발매 첫 주 210,000 장을 팔아 빌보드 200 1위로 데뷔했다.
비버는 세 번째 정규 앨범 발매에 앞서 2012년 3월 26일 첫 싱글 "Boyfriend"를 발매했다. 이후 2012년 6월 15일 Believe가 발매되었고, 미국에서 첫 주 374,000장을 팔아 빌보드 200 1위로 데뷔했다. 앨범에는 카니예 웨스트와 드레이크가 피처링으로 참여했다.

## 음반 목록
- "My World" (2009년)
- My World 2.0 (2010년)
- Under the Mistletoe (2011년)
- Believe (2012년)
- journals (2014년)
- Purpose (2015년)
- Changes (2020년)
- Justice (2021년)

## 투어
- 2010-2011: My World Tour
- 2012-2013: Believe Tour
- 2015-2017: Purpose Tour

## 출연 작품
| 연도      | 제목                            | 역할                 | 비고                                                             |
| --------- | ------------------------------- | -------------------- | ---------------------------------------------------------------- |
| 2010      | 《Cubed》                       | 피찌의 친한친구      | TV 시리즈 (1 에피소드)                                           |
| 2010-2011 | 《CSI: 과학수사대》             | 제이슨 매캔          | TV 시리즈 (2 에피소드: "Shock Waves" and "Targets of Obsession") |
| 2011      | 《저스틴 비버: 네버 세이 네버》 | 자신                 |                                                                  |
| 2012      | 《케이티 페리: 파트 오브 미》   | 자신                 | 카메오                                                           |
| 2012      | 《Zendaya: Behind the Scenes》  | 자신                 | 카메오                                                           |
| 2013      | 《저스틴 비버스 빌리브》        | 자신                 | 콘서트 영화/전기                                                 |
| 2016      | 《쥬랜더 리턴즈》               | 조연- 저스틴 비버 역 | 영화/(MOVIE)                                                     |

## 수상 목록
- 2023년 《써클차트 뮤직 어워즈》 올해의 해외 음원상
- 2022년 제11회 가온차트 뮤직 어워즈 올해의 해외 라이징 스타상
- 2022년 제11회 가온차트 뮤직 어워즈 올해의 해외 음원상
- 2018년 빌보드 뮤직 어워드 톱 셀링 송
- 2018년 빌보드 뮤직 어워드 톱 스트리밍 송
- 2018년 빌보드 뮤직 어워드 톱 라틴송
- 2018년 빌보드 뮤직 어워드 톱 핫 100송
- 2017년 아메리칸 뮤직 어워드 올해의 콜라보레이션
- 2017년 아메리칸 뮤직 어워드 Favorite Music
- 2016년 틴 초이스 어워드 초이스 싱글 남자 아티스트상
- 2016년 아이하트라디오 뮤직 어워드 최고의 팬 군단상
- 2016년 틴 초이스 어워드 초이스 트위터 퍼스낼리티상
- 2016년 브릿 어워드 인터내셔널 남성 솔로 아티스트상
- 2016년 주노 팬 초이스상
- 2016년 키즈 초이스 어워드 최고의 남자 가수상
- 2016년 틴 초이스 어워드 초이스 남자 아티스트상
- 2016년 빌보드 뮤직 어워드 톱 남성 아티스트상
- 2016년 그래미 최우수 댄스 레코딩상
- 2015년 틴 초이스 어워드 초이스 소셜 미디어 킹상
- 2015년 MTV 유럽 뮤직 어워드 최우수 북아메리카 아티스트상
- 2015년 MTV 유럽 뮤직 어워드 최우수 캐나다 아티스트상
- 2015년 빌보드 뮤직 어워드 톱 소셜 아티스트
- 2015년 MTV 유럽 뮤직 어워드 최우수 룩상
- 2015년 MTV 유럽 뮤직 어워드 최우수 월드와이드 아티스트상
- 2015년 MTV 유럽 뮤직 어워드 최다 팬상
- 2015년 MTV 유럽 뮤직 어워드 최우수 남성 아티스트상
- 2014년 MTV 유럽 뮤직 어워드 최우수 캐나다 아티스트상
- 2014년 빌보드 뮤직 어워드 톱 소셜 아티스트상
- 2014년 MTV 유럽 뮤직 어워드 최우수 남성 아티스트상
- 2013년 틴 초이스 어워드 초이스 싱글 남자 아티스트상
- 2013년 라디오 디즈니 뮤직 어워드 베스트 남성 아티스트상
- 2013년 주노 팬 초이스상
- 2013년 틴 초이스 어워드 초이스 트위터 퍼스낼리티상
- 2013년 키즈 초이스 어워드 최고의 남자 가수상
- 2013년 틴 초이스 어워드 초이스 남자 아티스트
- 2013년 빌보드 뮤직 어워드 톱 남성 아티스트
- 2012년 MTV 유럽 뮤직 어워드 최우수 남성 아티스트상
- 2012년 키즈 초이스 어워드 최고의 남자 가수
- 2012년 아메리칸 뮤직 어워드 최고의 팝/록 남성 아티스트상
- 2012년 MTV 유럽 뮤직 어워드 최우수 팝상
- 2012년 MTV 유럽 뮤직 어워드 최우수 월드 스테이지상
- 2012년 아메리칸 뮤직 어워드 올해의 아티스트상
- 2012년 제14회 틴 초이스 어워드 남자아티스트상
- 2011년 빌보드 뮤직 어워드 톱 스트리밍 아티스트
- 2011년 제63회 밤비 미디어 어워즈 엔터테인먼트상
- 2011년 MTV 유럽뮤직어워즈 최우수 남성 아티스트상
- 2011년 MTV 유럽뮤직어워즈 최우수 팝상
- 2011년 MTV 비디오뮤직어워드 베스트 남자가수 비디오상
- 2011년 틴 초이스 어워드 초이스 트위터 퍼스낼리티상
- 2011년 제13회 틴 초이스 어워드 트윗스타상
- 2011년 제13회 틴 초이스 어워드 섹시스타상
- 2011년 제13회 틴 초이스 어워드 TV악역상
- 2011년 제13회 틴 초이스 어워드 남자아티스트상
- 2011년 제20회 MTV영화제 최고의 놀라운 순간상
- 2011년 빌보드 뮤직 어워드 최우수 신인 아티스트상
- 2011년 빌보드 뮤직 어워드 스트리밍 아티스트상
- 2011년 빌보드 뮤직 어워드 스트리밍 송 상
- 2011년 빌보드 뮤직 어워드 소셜 아티스트상
- 2011년 빌보드 뮤직 어워드 디지털 미디어 아티스트상
- 2011년 빌보드 뮤직 어워드 팝 앨범상
- 2011년 브릿 어워드 남자 신인가수상
- 2010년 아메리칸 뮤직 어워즈 올해의 신인 아티스트상
- 2010년 아메리칸 뮤직 어워즈 팝·록 인기 앨범상
- 2010년 아메리칸 뮤직 어워즈 팝·록 인기 아티스트상
- 2010년 아메리칸 뮤직 어워즈 올해의 아티스트상
- 2010년 MTV 비디오 뮤직 어워드 최우수 신인 아티스트상
- 2010년 월드 리더십 어워드 글로벌 유스 리더십 어워드

## 같이 보기
- 빌보드 소셜 50 1위 아티스트 목록